# Desa Sukamukti (administrativ by i Indonesien, lat -6,41, long 107,18)
Desa Sukamukti är en administrativ by i Indonesien.   Den ligger i provinsen Jawa Barat, i den västra delen av landet, 40 km sydost om huvudstaden Jakarta.